# São Joaquim da Barra (kommun)
São Joaquim da Barra är en kommun i Brasilien.   Den ligger i delstaten São Paulo, i den sydöstra delen av landet, 500 km söder om huvudstaden Brasília. Antalet invånare är 46 524.
Följande samhällen finns i São Joaquim da Barra:
- São Joaquim da Barra

Trakten runt São Joaquim da Barra består till största delen av jordbruksmark. Runt São Joaquim da Barra är det ganska tätbefolkat, med 108 invånare per kvadratkilometer.